# Serie D
Serie D (phát âm tiếng Ý: [ˈsɛːrje ˈdi]) là cấp cao nhất của hiệp hội bóng đá không chuyên thuộc Ý có tên Lega Nazionale Dilettanti. Hiệp hội đại diện cho hơn 12.000 cầu thủ bóng đá và 400 đội bóng đá trên khắp nước Ý. Serie D xếp ngay dưới Serie C (giải đấu chuyên nghiệp thứ ba và cuối cùng kể từ 2014-15), và do đó được coi là giải đấu xếp hạng thứ tư trong cả nước. Giải được tổ chức bởi Comitato Interregionale (Ủy ban liên vùng).

## Lịch sử
Năm 1948, ba giải đấu thuộc Giải hạng 3 (Serie C) phải được tổ chức lại do số lượng các đội trong khu vực ngày càng tăng. FIGC quyết định không giáng hạng các đội dư thừa xuống các giải vô địch khu vực. Họ đã chọn các đội vô địch và một vài đội á quân từ 36 nhà vô địch Serie C  để thêm vào hạng đấu thứ ba mới được thành lập gồm 4 nhóm. Các đội còn lại tham gia vào giải Promozione mới, đổi tên vào năm 1952 thành Quarta Serie (Giải hạng tư) và sau đó vào năm 1959 thành Serie D.
Từ năm 1959, Serie D là giải bán chuyên nghiệp. Do đó, chức vô địch đã được tính vào Lega Nazionale Semiprofessionisti, ngày nay được gọi là Lega Pro. Serie D được cơ cấu lại vào năm 1981 khi các giải vô địch bị giảm đi. Tên giải đấu đổi thành Liên vùng. Các cầu thủ chuyển từ bán chuyên nghiệp sang nghiệp dư. Chức vô địch sau đó được chuyển vào Lega Nazionale Dilettanti. Từ năm 1992 đến năm 1999, tên giải được đổi thành Campionato Nazionale Dilettanti trước khi trở lại tên Serie D hiện tại. Với việc sáp nhập hai hạng đấu của Lega Pro vào cuối mùa giải 2013-14 (theo quyết định của FIGC và Lega Pro vào tháng 11 năm 2012) để tái lập Serie C, Serie D và các giải đấu bên dưới trong hệ thống giải ở Ý tăng thêm một bậc, giảm số lượng giải đấu trong bóng đá Ý xuống còn chín.

## Cấu trúc
Kể từ đầu những năm 1990, Serie D bao gồm 162 đội được chia thành 9 khu vực (Gironi), thường gồm 18 đội mỗi vùng, được chia theo khu vực địa lý.
Đối với mùa 2012-13, có 166 đội. Hai bảng (B và C) được gồm 20 đội. Trong mùa 2013, con số là 161 với một bảng (H) gồm 17 đội. Đối với 2014-15, phân phối theo khu vực như sau:
- Girone A - các đội từ Thung lũng Aosta, Piemonte, Liguria và Lombardia.
- Girone B - các đội từ Bologna và Veneto.
- Girone C - các đội từ Friuli-Venezuelaia Giulia, Trentino-Alto Adige / Südtirol và Veneto.
- Girone D - các đội từ Emilia-Romagna, Tuscany và Veneto.
- Girone E - các đội từ Lazio, Toscana và Umbria.
- Girone F - các đội từ Abruzzo, Lazio, Marche và Molise.
- Girone G - các đội từ Lazio và Sardegna.
- Girone H - các đội từ Puglia, Basilicata và Campania.
- Girone I - các đội từ Calabria, Campania và Sicilia.

## Thăng hạng
Đội xếp thứ nhất từ mỗi vùng được thăng hạng lên Serie C mỗi năm, thay thế 9 đội từ Serie C xuống hạng Serie D.
Nếu một đội Serie D mới được thăng hạng không đáp ứng các yêu cầu, Serie C sẽ yêu cầu đội xếp thứ hai trong vùng của đội Serie D đó thay thế. Nếu không, đội xếp thứ ba sẽ thay thế, v.v.
Trong những năm gần đây, một hoặc nhiều đội từ các giải đấu chuyên nghiệp thường không đáp ứng các yêu cầu tài chính hoặc quy định. Điều này thường tạo ra các vị trí bỏ trống được công bố trong thời gian nghỉ hè khi mùa giải mới đang được tổ chức. Khi các đội di chuyển lên để lấp đầy khoảng trống được tạo ra bởi các đội chuyên nghiệp không đủ điều kiện, các khoảng trống được tạo ra trong Serie C (hoặc Lega Pro Seconda Divisione trước mùa giải 2014-15) cần phải được khỏa lấp.
Ví dụ, trong mùa 2007-08 có chín đội không đủ tiêu chuẩn, và do đó có chín khoảng trống Lega Pro Seconda Divisione. Bốn trong số những khoảng trống đó đã được lấp đầy bằng cách gọi lại các đội đã chơi ở Seconda Divisione nhưng phải xuống chơi ở Serie D cho mùa giải tiếp theo. Năm vị trí còn lại được lấp đầy bởi các đội Serie D đã tham gia vòng play-off Serie D.

## Playoff
Playoff được tổ chức vào cuối mùa giải và gồm các đội xếp thứ hai đến thứ năm trong mỗi vùng. Hai vòng đầu tiên là các trận đấu loại (một trận duy nhất) được diễn tại sân nhà của đội xếp cao hơn trên bảng xếp hạng. Trận đấu có tỉ số hòa sẽ đá hiệp phụ. Kể từ mùa giải 2007-08, nếu các trận vẫn hòa sau hiệp phụ, đội đứng cao hơn là đội thắng mà không có loạt sút luân lưu.
Ở vòng một, đối với mỗi vùng, đội hạng 5 đấu với đội hạng 2 và đội xếp thứ 4 được đấu với đội thứ 3. Vòng hai là trận đấu của hai đội chiến thắng. Vào cuối vòng hai, chín đội chiến thắng được phân thành 3 nhóm ba đội và thi đấu vòng tròn (một ở sân nhà và một ở sân khách). Ba đội đứng đầu nhóm lọt vào vòng bán kết play-off. Kể từ 2007-08, đội chiến thắng Coppa Italia Serie D được vào thẳng bán kết thứ 4. Vòng bán kết là một trận đấu hai lượt, với những đội chiến thắng sẽ đủ điều kiện cho một trận đấu cuối cùng được chơi tại sân trung lập.
Kết quả playoff cung cấp cho giải đấu một danh sách mà từ đó có thể chọn các đội để lấp chỗ trống ở Serie C. Số lượng đội được thăng hạng thông qua phương pháp này có thể thay đổi mỗi năm; ví dụ trong năm 2007-08, cá đội play-off đứng thứ 5 đã được chọn để lấp chỗ trống, tuy nhiên, trong mùa 2006-2007, không có đội nào cần thiết để lấp chỗ trống.

## Play-off xuống hạng
Sau khi mùa giải chính thức hoàn tất, các đội dưới cùng trong mỗi vùng sẽ chơi một loạt trận hai lượt (thứ 6 cuối cùng với thứ 3 cuối cùng, thứ 5 cuối cùng với thứ 4 cuối cùng). Đội chiến thắng vẫn ở lại Serie D cho mùa giải tiếp theo. Hai đội thua cuộc sẽ xuống hạng Eccellenza, với tổng số 4 đội xuống hạng trong mỗi vùng, tổng cộng 36 cho giải đấu.
Không có trận play-off nếu chênh lệch giữa đội thứ 6 cuối cùng với thứ 3 cuối cùng và giữa thứ 5 cuối cùng với thứ 4 cuối cùng lớn hơn tám điểm.

## Quy tắc xếp hạng
Serie D không sử dụng kết quả đối đầu để xếp hạng các đội bằng điểm trong một số trường hợp, thay vào đó, các trận đấu sẽ được tổ chức tại các địa điểm trung lập. Những tình huống như sau:
- bằng điểm giữa vị trí thứ 1 và thứ 2, trong đó người chiến thắng sẽ được thăng hạng trực tiếp lên Seconda Divisione và người thua cuộc sẽ dự vòng play-off.
- bằng điểm giữa vị trí thứ 5 và thứ 6, trong đó chỉ có người chiến thắng mới đủ điều kiện tham gia vòng play-off.
- bằng điểm giữa thứ 7 cuối cùng và thứ 6 cuối cùng, trong đó đội chiến thắng tránh tham gia vào vòng play-off xuống hạng.
- bằng điểm giữa thứ 3 cuối cùng và thứ 2 cuối cùng, trong đó đội chiến thắng đủ điều kiện cho play-off xuống hạng và đội thua cuộc trực tiếp xuống hạng.

Kết quả đối đầu được sử dụng trong tất cả các tình huống khác, chẳng hạn như khi tất cả các đội tham gia đều đủ điều kiện tham gia vòng playoff thăng hạng hoặc tất cả các đội đang tham gia vòng playoff xuống hạng.

## Scudetto Serie D
Mỗi năm, vào cuối mùa giải thông thường, những đội chiến thắng trong chín đội bóng Serie D đủ điều kiện tham gia một giải đấu vô địch được gọi là Scudetto Dilettanti (danh hiệu vô địch nghiệp dư).
Vòng một chia chín đội thành ba nhóm ba đội, mỗi đội chơi một trận duy nhất với hai đối thủ còn lại. Ba đội chiến thắng nhóm và đội đứng thứ hai tốt nhất tiến vào bán kết.
Scudetto Dilettanti đầu tiên được tổ chức vào năm 1952-1953, khi Serie D vẫn được gọi là IV Serie (Giải hạng tư). Sau đó nó đã bị đình chỉ từ mùa giải 1958-1959 đến 1991-1992.

### Vô địch
| - 1952–53 – Catanzaro - 1953–54 – Bari - 1954–55 – Colleferro - 1955–56 – Siena - 1956–57 – Sarom Ravenna - 1957–58 – Cosenza, Ozo Mantova & Spezia (ex-aequo) - 1958–59 – Cascina - 1959–60 tới 1961–62 – Chức vô địch được trao cho các bảng vô địch Prima Categoria - 1962–63 tới 1991–92 – Chức vô địch không được trao - 1992–93 – Eurobuilding Crevalcore - 1993–94 – Pro Vercelli - 1994–95 – Taranto - 1995–96 – Castel San Pietro - 1996–97 – Biellese - 1997–98 – Giugliano - 1998–99 – Lanciano - 1999–2000 – Sangiovannese - 2000–01 – Palmese - 2001–02 – Olbia - 2002–03 – Cavese - 2003–04 – Massese - 2004–05 – Bassano Virtus - 2005–06 – Paganese - 2006–07 – Tempio - 2007–08 – Aversa Normanna - 2008–09 – Pro Vasto - 2009–10 – Montichiari - 2010–11 – Cuneo - 2011–12 – Venezia - 2012–13 – Ischia - 2013–14 – Pordenone - 2014–15 – Robur Siena - 2015–16 – Viterbese - 2016–17 – Monza - 2017–18 – Pro Patria |